# Weitensfeld im Gurktal
Weitensfeld im Gurktal is een gemeente in de Oostenrijkse deelstaat Karinthië, en maakt deel uit van het district Sankt Veit an der Glan.
Weitensfeld im Gurktal telt 2345 inwoners.
Althofen · Brückl · Deutsch-Griffen · Eberstein · Frauenstein · Friesach · Glödnitz · Gurk · Guttaring · Hüttenberg · Kappel am Krappfeld · Klein Sankt Paul · Liebenfels · Metnitz · Micheldorf · Mölbling · Sankt Georgen am Längsee · Sankt Veit an der Glan · Straßburg · Weitensfeld im Gurktal
- Gemeinsame Normdatei: 4810428-0
- Virtual International Authority File: 245433603
- WorldCat: E39PBJvtdMvkCb6Yt89bDYdYT3